# نو نو (بازیکن فوتبال)
نو نو (برمه‌ای: နုနု؛ زادهٔ ۱ آوریل ۱۹۹۹) بازیکن فوتبال اهل میانمار است.
وی همچنین در تیم‌های ملی فوتبال زنان میانمار بازی کرده‌است.